# سكوت غو
سكوت غو هو متسابق بياثل كندي، ولد في 6 نوفمبر 1990 في كالغاري في كندا.

## وصلات خارجية
- سكوت غو على موقع IBU (الإنجليزية)
- سكوت غو على موقع الاتحاد الدولي للتزلج (التزلج الريفي) (الإنجليزية)
- سكوت غو على موقع أوليمبيديا (الإنجليزية)
- سكوت غو على موقع اللجنة الأولمبية الكندية (الإنجليزية)